# Mořic Alois z Lobkowicz
Mořic Alois z Lobkowicz, také z Lobkovic (německy Moritz Aloys von Lobkowitz, 2. června 1831 Inzersdorf – 4. února 1903 Roudnice nad Labem) byl český šlechtic, 9. kníže z Lobkovic a 3. vévoda roudnický.

## Původ a kariéra
Narodil se jako druhorozený syn Ferdinanda Josefa Jana z Lobkowicz (1797–1868), 8. knížete z Lobkovic, a jeho manželky Marie z Lichtenštejna (1808–1871).
Za jeho panování v roce 1869 císař František Josef I. rozšířil oslovení Jasnost (německy Durchlaucht) dědičně na všechny členy rodu. Byl jmenován císařským komorníkem (1881) a tajným radou (1890). Od roku 1879 byl dědičným členem Panské sněmovny rakouské Říšské rady. Dne 26. dubna 1881 se zařadil mezi rytíře Řádu zlatého rouna.

## Majetek
Po otci zdědil majoráty Roudnice nad Labem, Jezeří a Bílina. Dále vlastnil panství Libčeves a Vysoký Chlumec. V roce 1897 koupil původní rodové sídlo Lobkovice, které prodal v roce 1829 jeho otec, od Jana Palackého, syna historika a politika Františka Palackého. V kostele svatého Václava v Roudnici nad Labem nechal rozšířit rodinnou hrobku. V letech 1882–1896 nechal zalesnit horu Říp.
| Přehled majetku na konci 19. století | Přehled majetku na konci 19. století                                            | Přehled majetku na konci 19. století | Přehled majetku na konci 19. století |
|                                      | Název                                                                           | Německy                              | Rozloha                              |
| ------------------------------------ | ------------------------------------------------------------------------------- | ------------------------------------ | ------------------------------------ |
| 1.                                   | fideikomisní velkostatek Bílina                                                 |                                      | 5904,62 ha                           |
| 2.                                   | fideikomisní velkostatek Encovany                                               |                                      | 557,03 ha                            |
| 3.                                   | fideikomisní majetek Vysoký Chlumec a alodiální majetky Skrýšov, Trkov, Příčovy |                                      | 7062,08 ha                           |
| 4.                                   | fideikomisní velkostatek Libčeves                                               |                                      | 3670,85 ha                           |
| 5.                                   | fideikomisní velkostatek Nelahozeves                                            | Mühlhausen                           | 1087,73 ha                           |
| 6.                                   | fideikomisní velkostatek Jezeří                                                 | Neundorf-Eisenberg                   | 5056,5 ha                            |
| 7.                                   | fideikomisní velkostatek Roudnice                                               |                                      | 3510,29 ha                           |
| 8.                                   | fideikomisní majetek Střekov                                                    | Schreckenstein                       | 835,27 ha                            |

## Rodina
Dne 21. dubna 1857 se v Praze oženil s Marií Annou z Oettingen-Wallersteinu (1. 2. 1839 Wallerstein – 23. 12. 1912 Koswig), dcerou knížete Bedřicha z Öttingen-Öttingenu a Öttingen-Wallersteinu (1793–1842) a jeho manželky Marie Anny z Trauttmansdorff-Weinsbergu (1806–1885). Narodilo se jim sedm dětí (jeden syn a šest dcer):
- 1. Ferdinand Zdeněk (23. 1. 1858 Praha – 22. 12. 1938 Nelahozeves, pohřben v kostele sv. Václava v Roudnici nad Labem), 10. kníže z Lobkovic
  - ∞ (4. 9. 1884 Vídeň) Anna Berta z Neippergu (7. 8. 1857 Praha – 9. 4. 1932 Chomutov)
- 2. Marie Anna Vincenta (22. 1. 1858 Praha – 8. 11. 1937 Nelahozeves)
- 3. Mariana Františka Regina (3. 12. 1861 Praha – 11. 11. 1925 Drážďany)
  - ∞ (21. 4. 1887 Praha) Jan Mauricius z Brühlu (31. 12. 1849 Pförten – 2. 2. 1911 Hlohov)
- 4. Vilemína Marie Anna (16. 2. 1863 Praha – 29. 6. 1945 Nelahozeves, pohřbena na hřbitově v Nelahozevsi[6])
- 5. Gabriela Žofie Marie Anna Mauricia Ferdinanda Martina (11. 11. 1864 Košťany – 21. 1. 1941 Vídeň)
  - ∞ (6. 5. 1886 Praha) Maxmilián Theodor z Thun-Hohensteinu (24. 7. 1857 Žehušice – 1. 8. 1950 Vídeň)
- 6. Leopoldina Bedřiška (9. 3. 1867 Košťany – 7. 3. 1936 Javor)
  - ∞ (16. 11. 1885 Roudnice nad Labem) Egon z Hohenlohe-Schillingsfürstu (4. 1. 1853 Rauden – 10. 2. 1896 Gotha)
- 7. Karolína Filipa (26. 5. 1868 Košťany – 13. 12. 1929 Baden)